# Kap Brooks
Kap Brooks ist ein Kap an der Lassiter-Küste des Palmerlands auf der Antarktischen Halbinsel. Es begrenzt südlich die Einfahrt zum New Bedford Inlet sowie nördlich diejenige zum Howkins Inlet. Besonders markant ist es durch seine bis zu 465 m Höhe aufragenden steilen Kliffs.
Das Kap wurde während der United States Antarctic Service Expedition (1939–1941) bei einem Überflug im Dezember 1940 fotografiert. Weitere Luftaufnahmen entstanden 1947 bei der Ronne Antarctic Research Expedition (1947–1948), die es in Zusammenarbeit mit dem Falkland Islands Dependencies Survey (FIDS) kartografisch erfasste. Der FIDS benannte das Kap nach dem britischen Meteorologen Charles Ernest Pelham Brooks (1888–1957), der von 1907 bis 1948 für das Meteorological Office tätig war.